# 卡爾·奧古斯特 (拿騷-威爾堡)
卡爾·奧古斯特（德語：Karl August，1685年9月17日—1753年11月9日），拿騷-威爾堡親王，1719年至1753年在位。

## 家庭
1723年，卡爾·奧古斯特與拿騷-伊德施泰因的奧古斯塔·弗蕾德里克結婚，兩人共有1子2女：
1. 亨麗埃特·奧古斯塔（1726年—1757年）
2. 路易絲·波呂克塞娜（1733年—1764年）
3. 卡爾·克里斯蒂安（1735年—1788年）